# Młody mistrz
Młody mistrz (tytuł oryg. Shi di chu ma) – hongkoński film akcji wyreżyserowany przez Jackiego Chana i Josepha Kuo i wydany 9 lutego 1980 roku.
Film zarobił 1 026 282 dolarów hongkońskich w Hongkongu.

## Fabuła
Główny bohater Jackie (Jackie Chan) szuka swojego zaginionego brata. Zostaje on przypadkowo wzięty za niebezpiecznego zbiega. Od teraz musi walczyć z łowcami głów, policjantami, oraz szukać prawdziwego zbiega by oczyścić swoje dobre imię.

## Obsada
Źródło: Filmweb

- Jackie Chan – Dragon
- Tang Yim-chan – Ah Tsang
- Fan Mui-sang – Bull
- Feng Feng – Ah Suk
- Tien Feng – Mistrz
- Lee Hoi-sang – Goryl Kama
- Fung Hark-on – Goryl Kama
- Hwang In-Shik – Kam
- Shih Kien – Sang Kung
- Lily Li – Córka Sang Kung'a
- Wei Pei – Tiger
- Yuen Biao – czwarty brat/syn San Kunga